# Archiearis dealbata
Archiearis dealbata är en fjärilsart som beskrevs av Stanislaus Klemensiewicz 1913. Archiearis dealbata ingår i släktet Archiearis och familjen mätare. Inga underarter finns listade i Catalogue of Life.